# Súria
Súria ist ein Ort und eine Gemeinde (municipi) mit 6.090 Einwohnern (Stand: 2024) in der Comarca Bages in der Provinz Barcelona in der Autonomen Region Katalonien. Zur Gemeinde gehört auch der Weiler El Fusteret.

## Lage
Súria liegt am Río Cardener in einer Höhe von etwa 325 Meter ü. d. M. etwa 85 Kilometer (Fahrtstrecke) nordwestlich von Barcelona bzw. etwa 15 Kilometer nordwestlich von Manresa.

## Bevölkerungsentwicklung
| Jahr      | 1960  | 1970  | 1981  | 1990  | 2000  | 2010  |
| Einwohner | 6.689 | 6.869 | 6.745 | 6.654 | 6.157 | 6.359 |

Seit der Mitte des 19. Jahrhunderts verzeichnet die Gemeinde ein langsames aber kontinuierliches Wachstum der Bevölkerung von etwa 1.400 auf den derzeitigen Wert.

## Wirtschaft
Früher lebten die Einwohner hauptsächlich als Selbstversorger von der Landwirtschaft, zu der auch der Anbau von Wein und die Haltung von Vieh gehörte. Der Ort diente als handwerkliches und merkantiles Zentrum für die Dörfer, Weiler und Einzelgehöfte in der Umgebung. Im 18.,19. und frühen 20. Jahrhundert spielte die Textilherstellung eine wichtige Rolle im Wirtschaftsleben der Stadt und zog Arbeitskräfte aus vielen Regionen Spaniens an. Im Jahr 1912 wurden in der Nähe Vorkommen von Pottasche und Carnallit entdeckt, die seit 1918 zur Weiterverarbeitung mit Zügen nach Manresa transportiert wurden und letztlich in der chemischen Industrie und als Düngemittel etc. Verwendung finden.

## Geschichte
Die römische Ortsbezeichnung Sorisa wird aufgrund einer Urkunde des Jahres 1154 manchmal mit Súria in Verbindung gebracht, doch wurden bislang keine antiken Funde gemacht. Bereits im 10. Jahrhundert ist die Existenz einer Burg (castell) belegt, die damals als Grenzfestung des in den Händen des Islam befindlichen Südens Kataloniens diente, doch entstand der heutige Bau erst im 13. Jahrhundert. Im Jahr 1932 war Súria ein wichtiges Zentrum des sogenannten Llobregat-Aufstandes, der als Vorspiel des Spanischen Bürgerkriegs angesehen wird.
In der Kaligrube wird Kaliummineral unter Tage abgebaut. Am 9. März 2023 kamen durch einen Erdrutsch in 900 m Tiefe drei Topografen zu Tode. In derselben Grube von ICL Iberia Suria & Sallent sind schon im Dezember 2013 bei einem ähnlichen Unfall zwei Bergleute umgekommen.

## Sehenswürdigkeiten
Súria

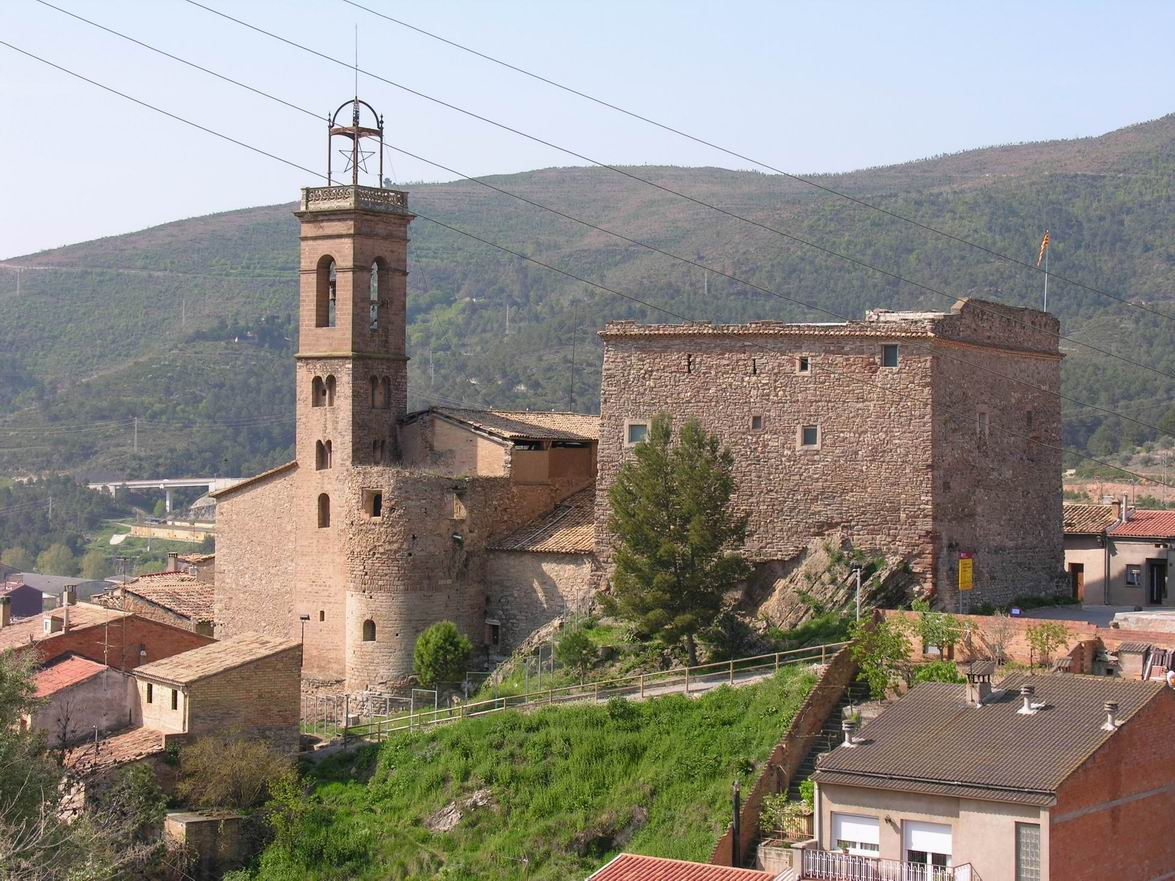
Burg (castell) und Kirche (esglesia) von Súria

- Das Viertel rund um die Burg besteht aus Natursteinhäusern und engen Gassen, die Ende des 20. Jahrhunderts liebevoll restauriert wurden.
- Die zu einem Museum umfunktionierte Burg von Súria thront auf einer gut zu verteidigenden Felsspitze über dem Flusstal des Río Cardener. Wesentlicher Bauteil ist der dreigeschossige Bergfried (torre de l'homenatge) der insgesamt schon eindeutigen Wohncharakter hat.
- Die Pfarrkirche (Església de Nostra Senyora del Roser) entstand ebenfalls im 12. Jahrhundert, doch sind von dem Bau nur noch die Apsis und der untere Teil des Glockenturms (campanar) erhalten; der Rest wurde in der zweiten Hälfte des 19. Jahrhunderts wegen der stetigen Zunahme der Bevölkerung erneuert. Die noch vorhandenen Barockaltäre wurden während des Bürgerkriegs zerstört.
- Etwa zweieinhalb Kilometer außerhalb steht die kleine romanische Ermita de Sant Salvador, die gegen Ende des 20. Jahrhunderts restauriert wurde.

El Fusteret
- Im Ort befindet sich die Ruine eines romanischen Rundturms, der ehemals zu einer kleinen Wehranlage gehörte, deren Fundamente freigelegt wurden.

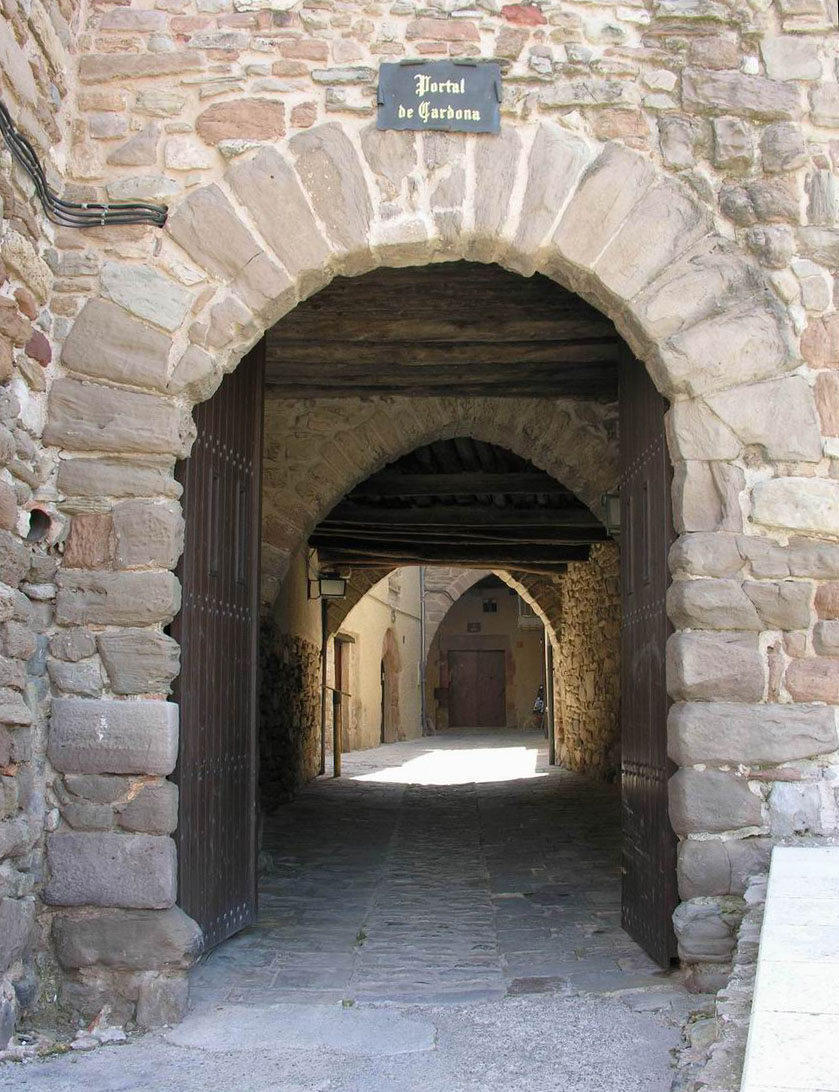
Überbaute Gasse im Burgviertel
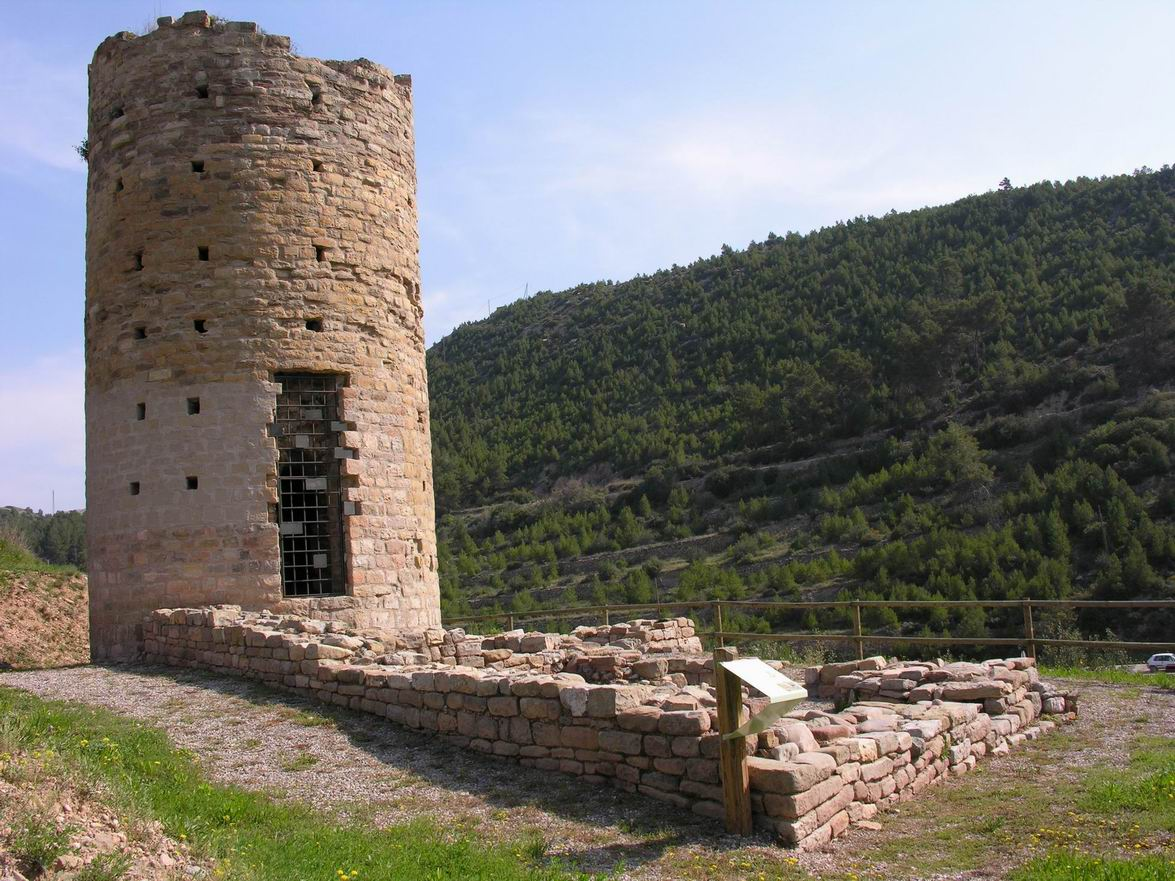
Torre del Fusteret
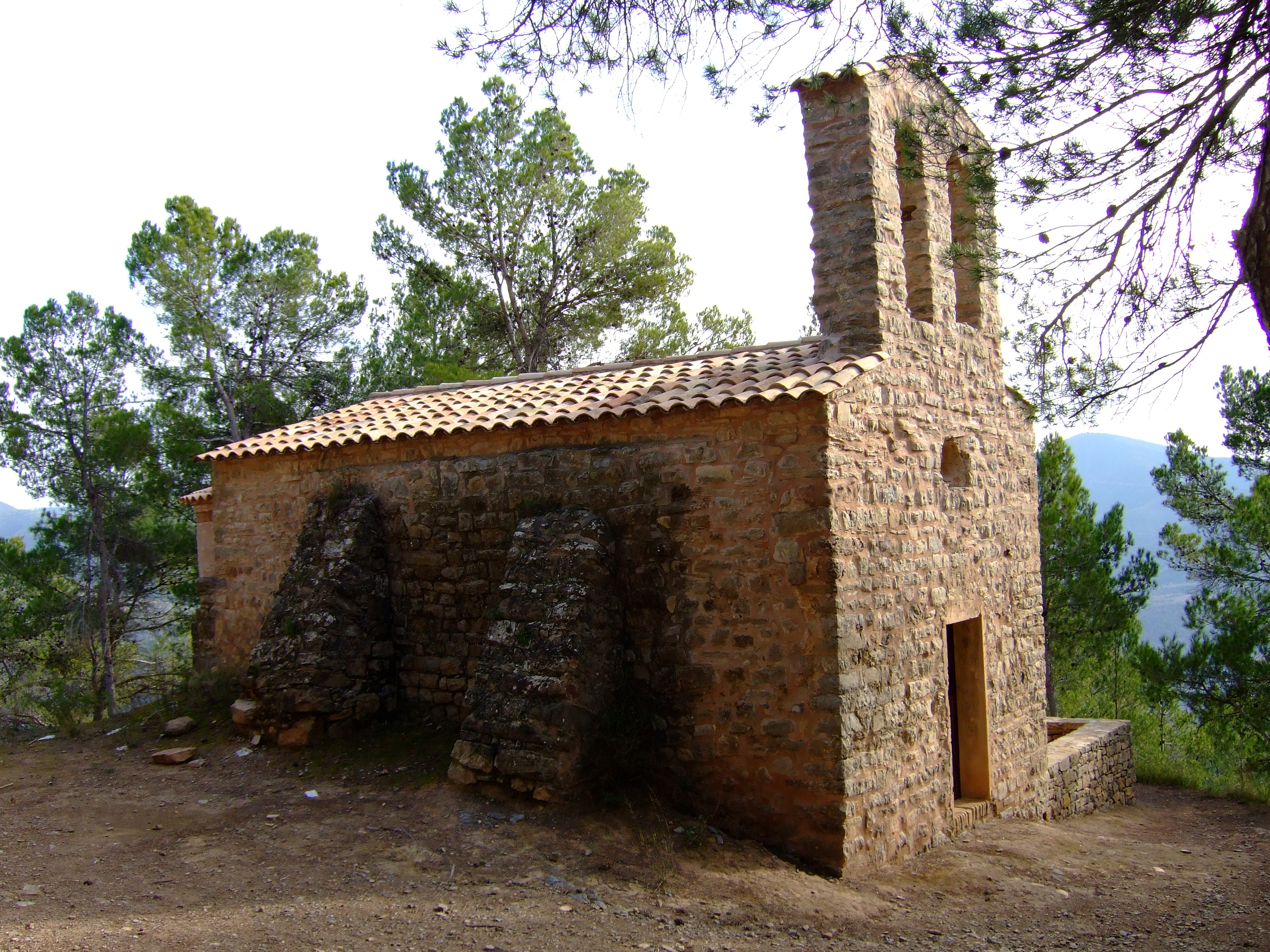
Ermita de Sant Salvador

## Persönlichkeiten
- Beth (* 1981), Sängerin und Schauspielerin
- Francisco Molina (1930–2018), spanisch-chilenischer Fußballspieler